# Ngô Oanh Âm
Ngô Oanh Âm (tiếng Trung: 吳鶯音, 1922–2009) là một nữ ca sĩ Trung Hoa Dân quốc và Hồng Kông.

## Tiểu sử
Ngô Kiếm Thu (tiếng Trung: 吳劍秋) sinh năm 1922 tại thành phố Ninh Ba trong một gia đình trí thức, có cha là kỹ sư hóa chất và mẹ là bác sĩ phụ khoa. Bà đã trải qua thuở ấu thơ tại Thượng Hải và sớm bị cuốn vào niềm đam mê thưởng nhạc qua sóng phát thanh. Chừng khi 15 tuổi, bà khởi nghiệp với một vị trí trong dàn hợp xướng thiếu niên của Đài Phát thanh Thượng Hải, bấy giờ bà chọn nghệ danh Tiền Nhân (錢茵).
Dưới sự dìu dắt của nam danh ca Từ Lãng, Ngô Kiếm Thu dần tiếp thu được một số kỹ thuật thanh nhạc và chẳng bao lâu nổi danh khắp các hí trường Thượng Hải nhờ giọng ca mềm mại của mình. Bà nhanh chóng trở thành gương mặt quen thuộc tại nhiều hộp đêm hoặc vũ trường lớn như Ciro's, Paramount. Ở tuổi 24, bà giành vương miện trong cuộc thi hát tại hộp đêm Ciro's với sự thể hiện lại một ca khúc của nữ danh ca Bạch Hồng.
Vào năm 1946, Ngô Kiếm Thu ký hợp đồng ràng buộc với hãng đĩa Pathé và được đặt cho nghệ danh mới là Oanh Âm (鶯音). Trong vòng 3 năm, Pathé đã thâu thanh và phát hành 30 ca khúc do Ngô Oanh Âm thể hiện. Đến năm 1955, Ngô Oanh Âm lại gia nhập Đài Phát thanh Nhân dân Thượng Hải, nhưng sự nghiệp không còn nổi trội được nữa.
Năm 1957, Ngô Oanh Âm di cư sang Hồng Kông và gắng trở lại nghiệp cầm ca. Bà tái cộng tác Pathé và đã phát hành hàng loạt ca khúc trứ danh. Lớp công chúng ở miền đất mới đã đặt cho bà biệt danh Tì âm ca hậu (鼻音歌后).
Mãi đến năm 1983, Ngô Oanh Âm mới trở lại Hoa lục, nhưng chỉ để thâu âm một số ca khúc ở Quảng Châu. Vào tháng 7 năm 1984, bà di cư đến Pasadena và coi như tự thoái lui khỏi làng nhạc.
Trong những năm cuối đời, Ngô Oanh Âm vẫn được nhiều nơi như Đài Loan, Malaysia, Singapore, Hồng Kông, Mỹ và Canada mời trình diễn. Ở lứa tuổi bát tuần, người ta vẫn thấy bà xuất hiện tại các khu phố Tàu để hát phục vụ từ thiện.
Ngày 3 tháng 1 năm 2003, sau nửa thế kỷ tha hương, Ngô Oanh Âm được mời về Thượng Hải đại kịch viện trình diễn. Bà tạ thế tại Los Angeles vào ngày 17 tháng 12 năm 2009.